# Liberty Bar (téléfilm)
Pour plus de détails, voir Fiche technique et Distribution.
Liberty Bar est un téléfilm français de Jean-Marie Coldefy, adapté du roman policier éponyme de Georges Simenon paru en  1932. Liberty Bar est la première apparition du commissaire Maigret à la télévision française, interprété par Louis Arbessier.

## Synopsis
Le commissaire Maigret est envoyé à Antibes pour élucider le meurtre de William Brown, riche Australien qui disparaissait régulièrement pour s'adonner à de formidables beuveries. Sur ses traces, Maigret fait la tournée des bars jusqu'à découvrir le Liberty Bar et son accueillante patronne, la grosse Jaja.

## Distribution
- Louis Arbessier : le commissaire Maigret
- Gaëtan Jor : Boutigues
- Van Doude : Harry Brown
- Claude Cernay : Joseph
- Michel Dacquin : Yann
- Yves Barsacq : le médecin
- Mathilde Casadesus : Jaja
- Marie-Blanche Vergne : Sylvie
- Margo Lion : Mme Martinelli mère
- Lysiane Rey : Gina Martinelli